# Pontypool
Pontypool (velšsky Pont-y-pŵl) je město v tradičním hrabství Monmouthshire na jihu Walesu ve Spojeném království. Jde o průmyslové město s výraznou produkcí železa a oceli. Nedaleko odtud se nacházejí města Cwmbran a Newport.
V roce 2001 zde žilo 35 447 obyvatel.

## Partnerská města
- Bretten, Německo
- Condeixa-a-Nova, Portugalsko
- Longjumeau, Francie